# Maso krakatauensis
Maso krakatauensis är en spindelart som beskrevs av William Syer Bristowe 1931. Maso krakatauensis ingår i släktet Maso och familjen täckvävarspindlar. Inga underarter finns listade i Catalogue of Life.